# Wilson Goiano
Wilson Pereira Carvalho, mais conhecido como Wilson Goiano (9 de novembro de 1969), é um ex-futebolista brasileiro que atuava na posição de lateral-direito.

## Carreira
Wilson Goiano começou sua carreira nas divisões de base do Goiás em 1983, tendo sua primeira oportunidade junto aos profissionais em 1986, aos 17 anos. Permaneceu no clube esmeraldino até 1993, quando foi jogar no América Mineiro.
Em 1994, Wilson Goiano foi defender o Botafogo. No clube alvinegro, o jogador foi titular e campeão brasileiro de 1995, entre outros títulos.
Ao deixar o Botafogo em 1999, Wilson teve uma rápida passagem pela Inter de Limeira e depois transferiu-se para o Coritiba. Em 2000, foi para o Rio Branco de Americana e, em 2001, defendeu a Matonense. Passou ainda pelo Gama entre 2001 e 2002, quando encerrou sua carreira ao término daquele ano.

## Títulos
Goiás
- Campeonato Goiano: 1989, 1990 e 1991.

Botafogo
- Campeonato Brasileiro: 1995
- Taça Cidade Maravilhosa: 1996
- Taça Guanabara: 1997
- Taça Rio: 1997
- Campeonato Carioca: 1997
- Torneio Rio-São Paulo: 1998
- Copa Internacional de Futebol Legends: 2019

Coritiba
- Campeonato Paranaense: 1999

### Outras conquistas
Botafogo
- Troféu Teresa Herrera: 1996
- III Torneio Presidente da Rússia: 1996
- Copa Nippon Ham (Osaka, Japão): 1996

### Campanhas de destaque
Goiás
- Vice-campeonato: 1988, 1992 e 1993.
- Vice-campeão da Copa do Brasil: 1990.

Gama
- Vice-campeão do Distrito Federal: 2002
- Vice-campeão da Copa Centro Oeste: 2002